# Mastacembelus greshoffi
Mastacembelus greshoffi is een straalvinnige vissensoort uit de familie van de stekelalen (Mastacembelidae). De wetenschappelijke naam van de soort is voor het eerst geldig gepubliceerd in 1901 door George Albert Boulenger.